# Tim Knipping
Tim Knipping (Kassel, 1992. november 24. –) német labdarúgó, aki 2020-tól a német Dynamo Dresden hátvédje.